# Fontenay-aux-Roses
Pour les articles homonymes, voir Fontenay.
Fontenay-aux-Roses (prononcer [fɔ̃tnɛoʁoz] ) est une commune française dans le département des Hauts-de-Seine en région Île-de-France, dans l'arrondissement d'Antony, au sud-ouest de Paris.
Elle se situe à huit kilomètres de la cathédrale Notre-Dame de Paris.

## Géographie

### Description

Vue de la commune de Fontenay-aux-Roses en rouge sur la carte de la « Petite Couronne » d'Île-de-France.

Fontenay-aux-Roses est une ville de la proche-banlieue sud de Paris située au nord de la région naturelle du Hurepoix, elle est située à 8,8 kilomètres de la cathédrale Notre-Dame de Paris.
Fontenay-aux-Roses est traversée par la Coulée verte du sud parisien qui reprend une partie de la via Turonensis, l'une des quatre chemins de France du pèlerinage de Saint-Jacques-de-Compostelle.
- Vue sur Paris depuis Fontenay-aux-Roses.

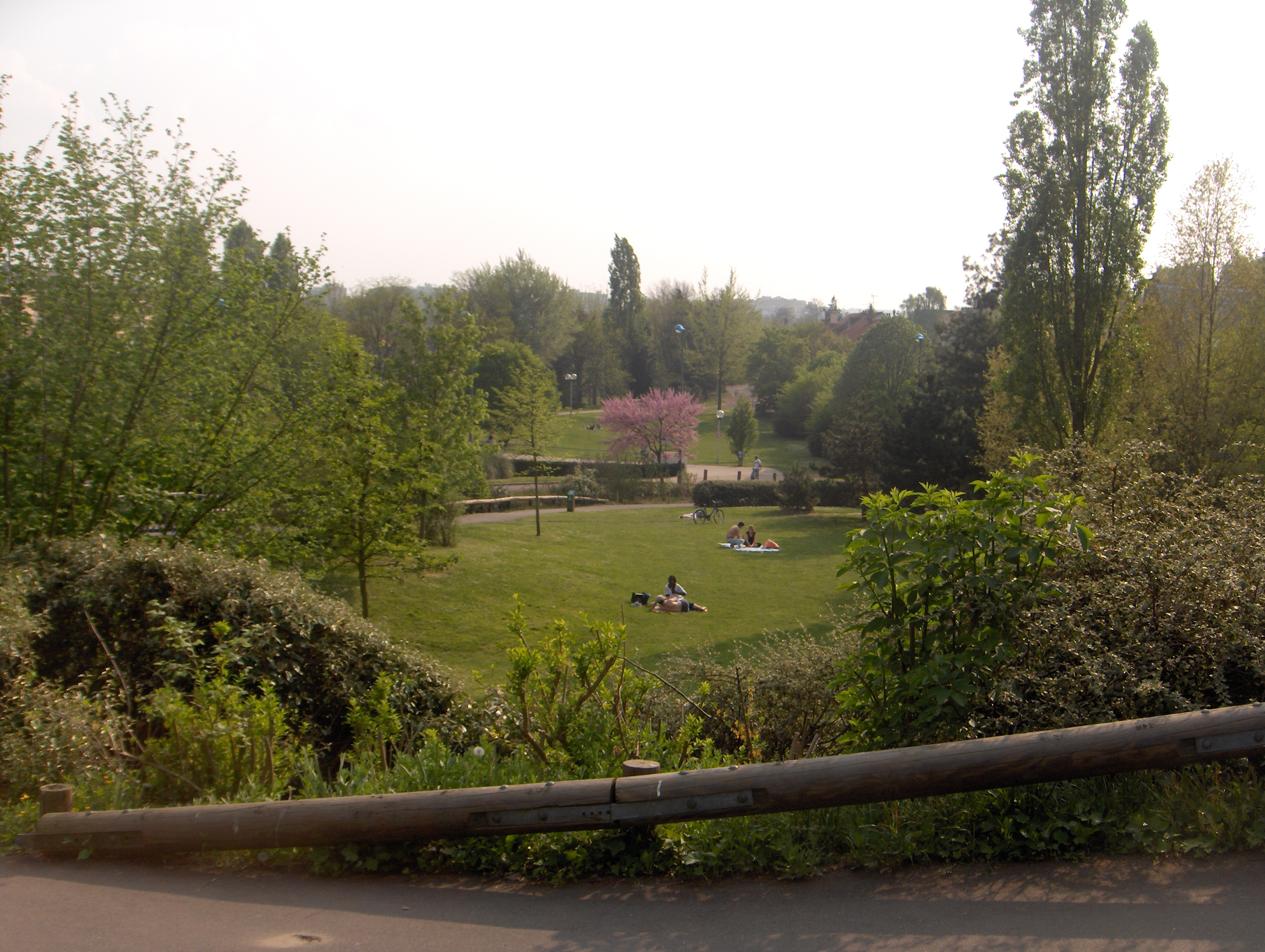
La Coulée Verte passant à Fontenay-aux-Roses.

### Localisation
Fontenay-aux-Roses est limitrophe des villes de Bagneux, Châtillon, Clamart, Le Plessis-Robinson et Sceaux.
Bourg-la-Reine, Châtenay-Malabry, Paris, Antony, Malakoff et Vanves ne sont pas directement limitrophes mais sont situées non loin.
| Châtillon           | Châtillon                | Bagneux        |
| Clamart             | Fontenay-aux-Roses       | Bagneux        |
| Le Plessis-Robinson | Sceaux, Châtenay-Malabry | Bourg-la-Reine |

### Géologie et relief
La superficie de la commune est de 251 hectares ; l'altitude varie de 58  à   164 mètres pour une moyenne de 100 mètres.
Située à 8,8 kilomètres au sud-ouest de la cathédrale Notre-Dame de Paris et à 3,98 kilomètres de la porte de Châtillon, Fontenay-aux-Roses est localisée sur le plateau de Châtillon, à flanc d'un coteau dont le point le plus bas se situe au niveau de l'église des Blagis et le point culminant au Panorama. La commune bénéficie d'une situation géographique stratégique.

### Hydrographie
Fontenay-aux-Roses est traversé d’ouest en est par le cours de l’ancien ru de la Fontaine du Moulin, appelé aussi ru des Blagis ou ru de Fontenay a limite communale avec Sceaux.
Canalisé et mis en souterrain dans les années 1950, ce ru est devenu le collecteur des Blagis, servant au drainage des eaux pluviales. En amont, exutoire de l’étang Colbert du Plessis-Robinson. Une grande partie de ses eaux est dirigée via des collecteurs secondaires vers Choisy-le-Roi et la Seine, puis son débit allégé alimente le réservoir des Blagis, avant d’atteindre Bourg-la-Reine. L’ex-ru/collecteur se jette enfin à L'Haÿ-les-Roses dans la Bièvre également souterraine à ce confluent.

### Climat
Pour des articles plus généraux, voir Climat de l'Île-de-France et Climat des Hauts-de-Seine.
En 2010, le climat de la commune est de type climat océanique dégradé des plaines du Centre et du Nord, selon une étude du CNRS s'appuyant sur une série de données couvrant la période 1971-2000. En 2020, Météo-France publie une typologie des climats de la France métropolitaine dans laquelle la commune est exposée à un climat océanique altéré et est dans la région climatique Sud-ouest du bassin Parisien, caractérisée par une faible pluviométrie, notamment au printemps (120 à 150 mm) et un hiver froid (3,5 °C).
Pour la période 1971-2000, la température annuelle moyenne est de 11,5 °C, avec une amplitude thermique annuelle de 15,2 °C. Le cumul annuel moyen de précipitations est de 671 mm, avec 11 jours de précipitations en janvier et 7,9 jours en juillet. Pour la période 1991-2020, la température moyenne annuelle observée sur la station météorologique la plus proche, située sur la commune de Choisy-le-Roi à 9 km à vol d'oiseau, est de 12,7 °C et le cumul annuel moyen de précipitations est de 607,2 mm,. Pour l'avenir, les paramètres climatiques de la commune estimés pour 2050 selon différents scénarios d'émission de gaz à effet de serre sont consultables sur un site dédié publié par Météo-France en novembre 2022.

## Urbanisme

### Typologie
Au 1er janvier 2024, Fontenay-aux-Roses est catégorisée grand centre urbain, selon la nouvelle grille communale de densité à sept niveaux définie par l'Insee en 2022.
Elle appartient à l'unité urbaine de Paris, une agglomération inter-départementale regroupant 407  communes, dont elle est une commune de la banlieue,,. Par ailleurs la commune fait partie de l'aire d'attraction de Paris, dont elle est une commune du pôle principal,. Cette aire regroupe 1 929 communes,.

### Morphologie urbaine

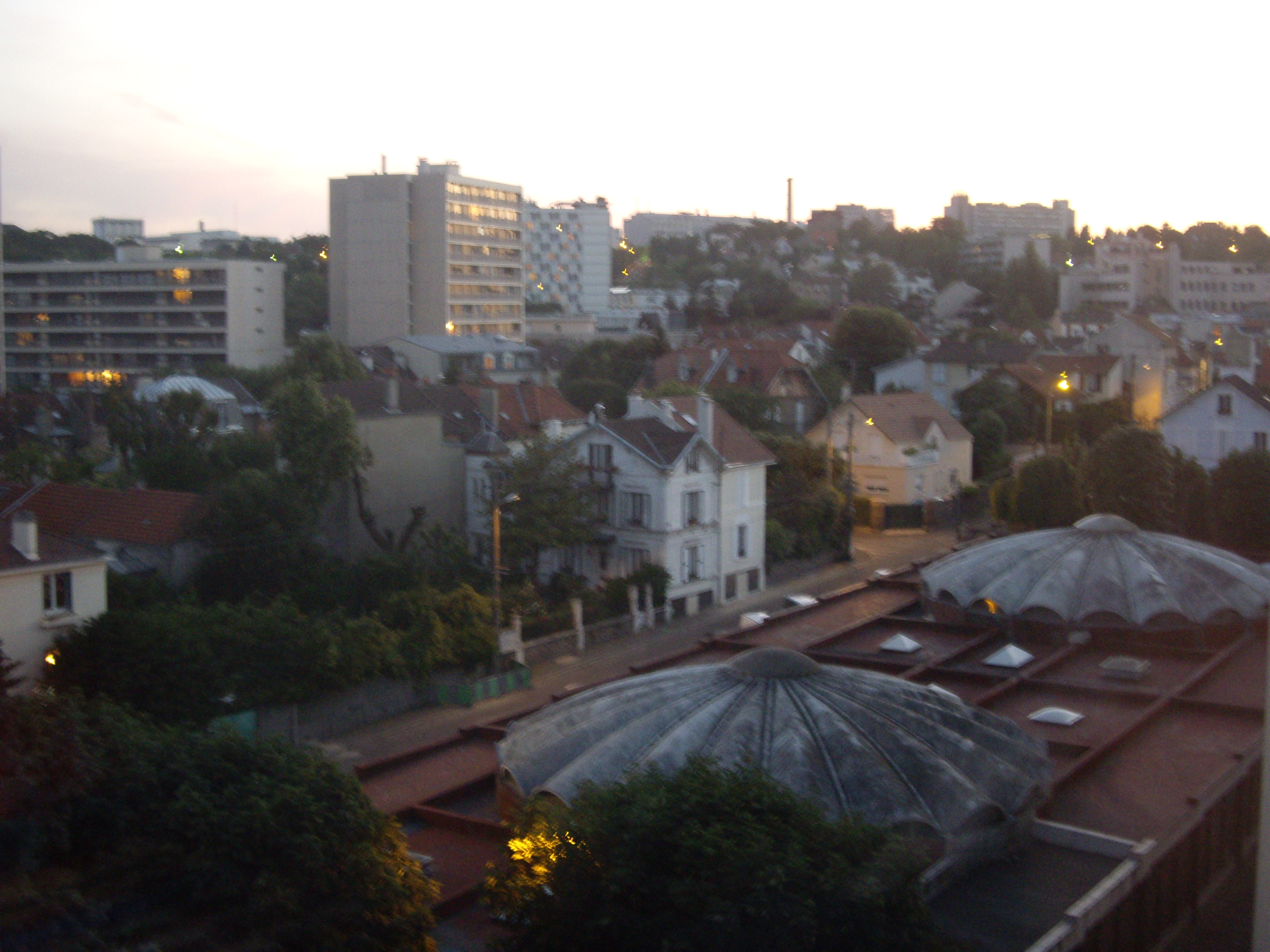
Vue d'un ensemble d'habitations à Fontenay-aux-Roses.

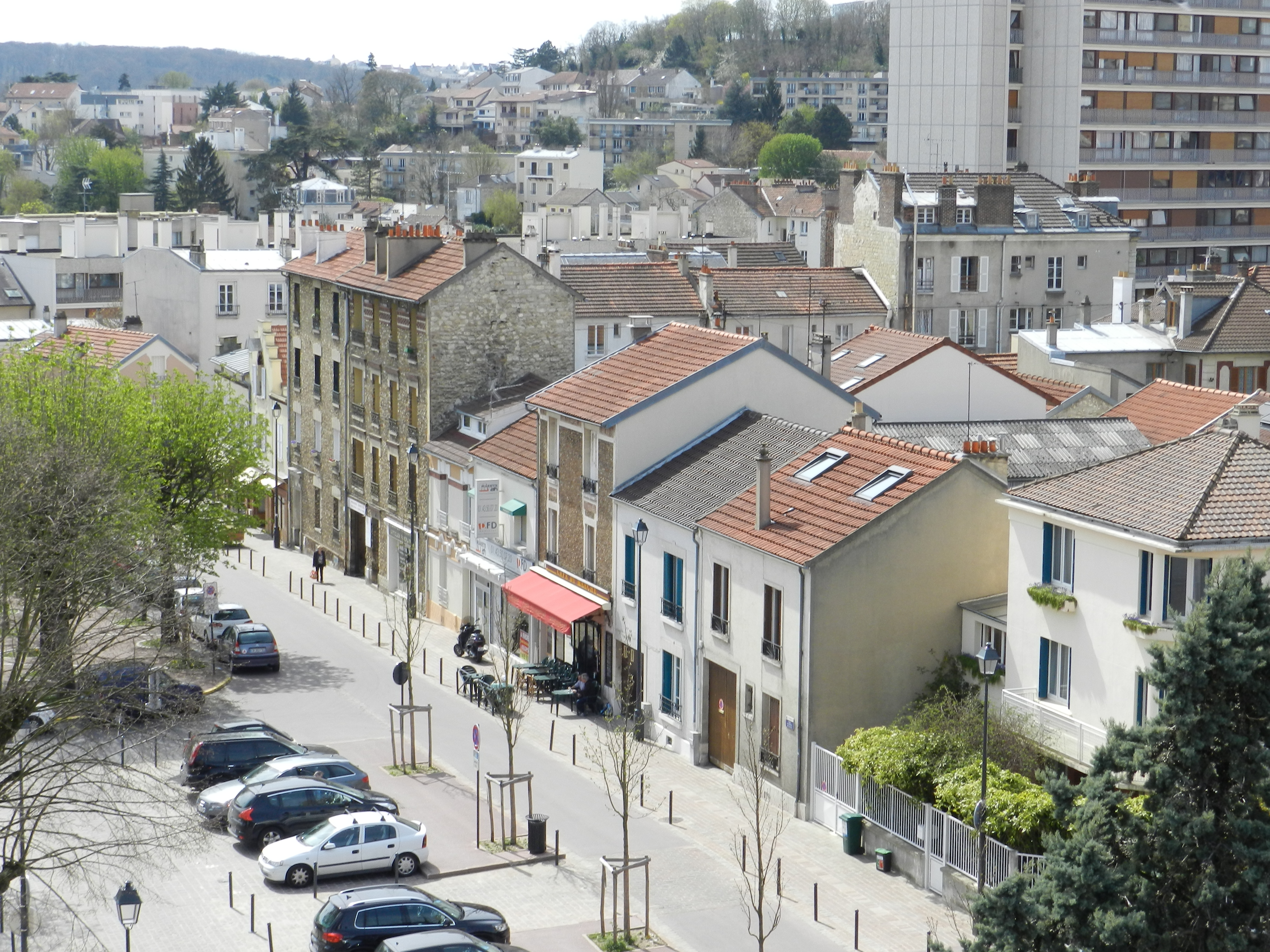
Vue d'une partie du centre-ville.

La commune compte cinq quartiers distincts :
- Le quartier Pervenches - Val Content, au nord-ouest.
- Le quartier Parc - Centre-Ville, au nord.
- Le quartier Scarron - Sorrières, au nord-est.
- Le quartier Ormeaux - Renards, au sud-ouest.
- Le quartier Blagis - Gare, au sud-est.

| Type d'occupation           | Pourcentage | Superficie (en hectares) |
| --------------------------- | ----------- | ------------------------ |
| Espace urbain construit     | 85,91 %     | 215,8                    |
| Espace urbain non construit | 14,09 %     | 35,38                    |
| Espace rural                | 0,00 %      | 0,00                     |
| Source : Iaurif             |             |                          |

En 2022, la ville fait l'attention des médias en raison d'un fait divers. D'après les locataires d'un immeuble, celui-ci serait hanté avec la présence de fantômes, et des phénomènes surnaturels ou paranormaux qui surviendraient la nuit, depuis le décès en 2019, dans son propre appartement, d'un habitant se disant mystique. Les habitants ont exigé un relogement d'urgence auprès de la mairie et des bailleurs sociaux,,.

### Habitat et logement
En 2018, le nombre total de logements dans la commune était de 11 739, alors qu'il était de 11 036 en 2013 et de 11 014 en 2008.
Parmi ces logements, 93,3 % étaient des résidences principales, 2,2 % des résidences secondaires et 4,6 % des logements vacants. Ces logements étaient pour 16,8 % d'entre eux des maisons individuelles et pour 80,8 % des appartements.
Le tableau ci-dessous présente la typologie des logements à Fontenay-aux-Roses en 2018 en comparaison avec celle des Hauts-de-Seine et de la France entière. Une caractéristique marquante du parc de logements est ainsi une proportion de résidences secondaires et logements occasionnels (2,2 %) inférieure à celle du département (3,7 %) et à celle de la France entière (9,7 %). Concernant le statut d'occupation de ces logements, 42,8 % des habitants de la commune sont propriétaires de leur logement (43,8 % en 2013), contre 42,5 % pour les Hauts-de-Seine et 57,5 % pour la France entière.
| Typologie                                               | Fontenay-aux-Roses | Hauts-de-Seine | France entière |
| ------------------------------------------------------- | ------------------ | -------------- | -------------- |
| Résidences principales (en %)                           | 93,3               | 89,8           | 82,1           |
| Résidences secondaires et logements occasionnels (en %) | 2,2                | 3,7            | 9,7            |
| Logements vacants (en %)                                | 4,6                | 6,5            | 8,2            |

Le nombre de logements sociaux au sens du recensement est passé de 24,3 % du parc des résidences principales en 2009 à 31,5 % en 2014 et 33,9 % en 2020.

### Projets d'aménagements
Les projets d'aménagements de la ville sont détaillés dans un local mis à la disposition des habitants nommé « Fontenay Scope », et sur le site internet de la commune.
Un certain nombre de projets immobiliers voient le jour au cours du dernier mandat[Lequel ?], et les autorisations d'urbanisme délivrées depuis le mois d'avril 2018 sont consultables sur le site de la mairie. Cela fait suite à l'adoption en 2018 d'un nouveau PLU qui rend certains terrains plus constructibles pour les promoteurs. Des programmes immobiliers, érigés sur des terrains non bâtis, ou en lieu et place de pavillons ou d'immeubles existants sont donc prévus, 
- 33 logements rue Auguste-Lemaire ;
- 38 logements rue des Potiers ;
- 59 logements avenue Gabriel-Péri ;
- 25 logements rue Marx-Dormoy (côté pair) ;
- 121 logements rue Marx-Dormoy (côté impair) ;
- 46 logements avenue Paul-Langevin (côté impair) ;
- logements place du Général-de-Gaulle (côté pair) ;
- 29 logements rue Boucicaut (côté pair) ;
- 14 logements avenue du Général-Leclerc.

.
Outre ces projets, d'autres chantiers urbanistiques et des réhabilitations d'espaces publics sont prévus :
- réfection de la place du Général-de-Gaulle, construction d'un « pavillon folie » et d'un immeuble en fond de place[25] ;
- réfection de la place de la Cavée et construction de trois immeubles pour environ 180 logements[26] ;
- construction d'un immeuble dans le quartier des Mouilleboeufs, avenue Paul-Langevin (côté pair) ;
- refonte totale du quartier des Paradis et renouvellement urbain, avec l'émergence de 600 logements supplémentaires[27].

### Voies de communication et transports
Fontenay-aux-Roses est principalement desservie par la RD 906 (anciennement route nationale 306). La ville est également traversée d'est en ouest par la route départementale 128, du nord au sud par les routes départementales 63 et 67, du nord à l'est par la route départementale 68A et enfin à l'est, par la route départementale 74A.
La vitesse est limitée à « 30 km/h » sur l'ensemble des voies de circulation. Cette limitation est indiquée aux conducteurs aux entrées dans la commune, sur les panneaux et les plans de la ville. L’Insee découpe la commune en onze îlots regroupés pour l'information statistique soit Scarron, Buffets – Fauvettes, Paradis – Blagis, Gare – la Roue, Parc, Pierrelais, Pervenches, Val Content, Ormeaux, Renards, RER - Lombart.
Il existe à l'intérieur de la ville plusieurs pistes et bandes cyclables. Des signalétiques pour les cyclistes sont progressivement déployées sous les feux tricolores de la ville, dans les carrefours et intersections, leur permettant d'aller tout droit ou de tourner à droite en cas de feu rouge. L'aménagement de la RD 63 avec une voie cyclable birectionnelle, nécessaire pour la continuité des plans vélo votés aux échelles du département et de l'intercommunalité, fait l'objet de concertations en 2024.
Trois stations Vélib' Métropole sont par ailleurs implantées dans la commune.

#### Transports en commun
Historique
Autrefois, Fontenay-aux-Roses était desservie par la ligne 86 du tramway, maintenant disparue. Cette ligne dont le terminus vers la banlieue était la mairie de Fontenay-aux-Roses amenait dans un premier temps les voyageurs jusqu'à Saint-Germain-des-Prés, puis dans un second temps dans le quartier des Halles devant l'hôtel de ville de Paris. Afin de se rendre compte des trajets effectués à l'époque en centre-ville, des vidéos en noir et blanc, respectant l'ancienne structuration de la ville et son architecture ont été réalisées, et mises en ligne.[réf. nécessaire]
Desserte actuelle

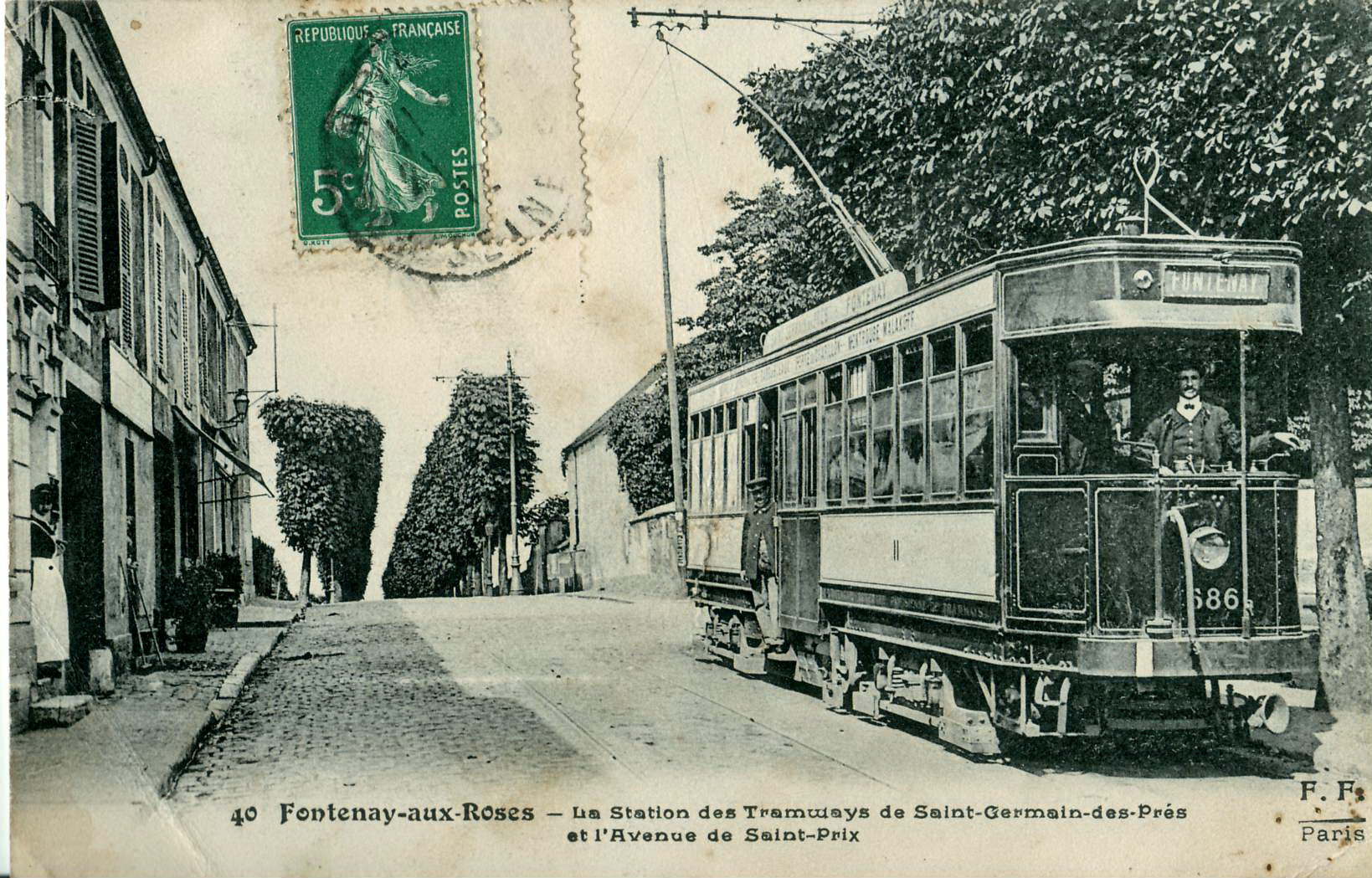
Fontenay-aux-Roses était desservie par une ligne de tramway.

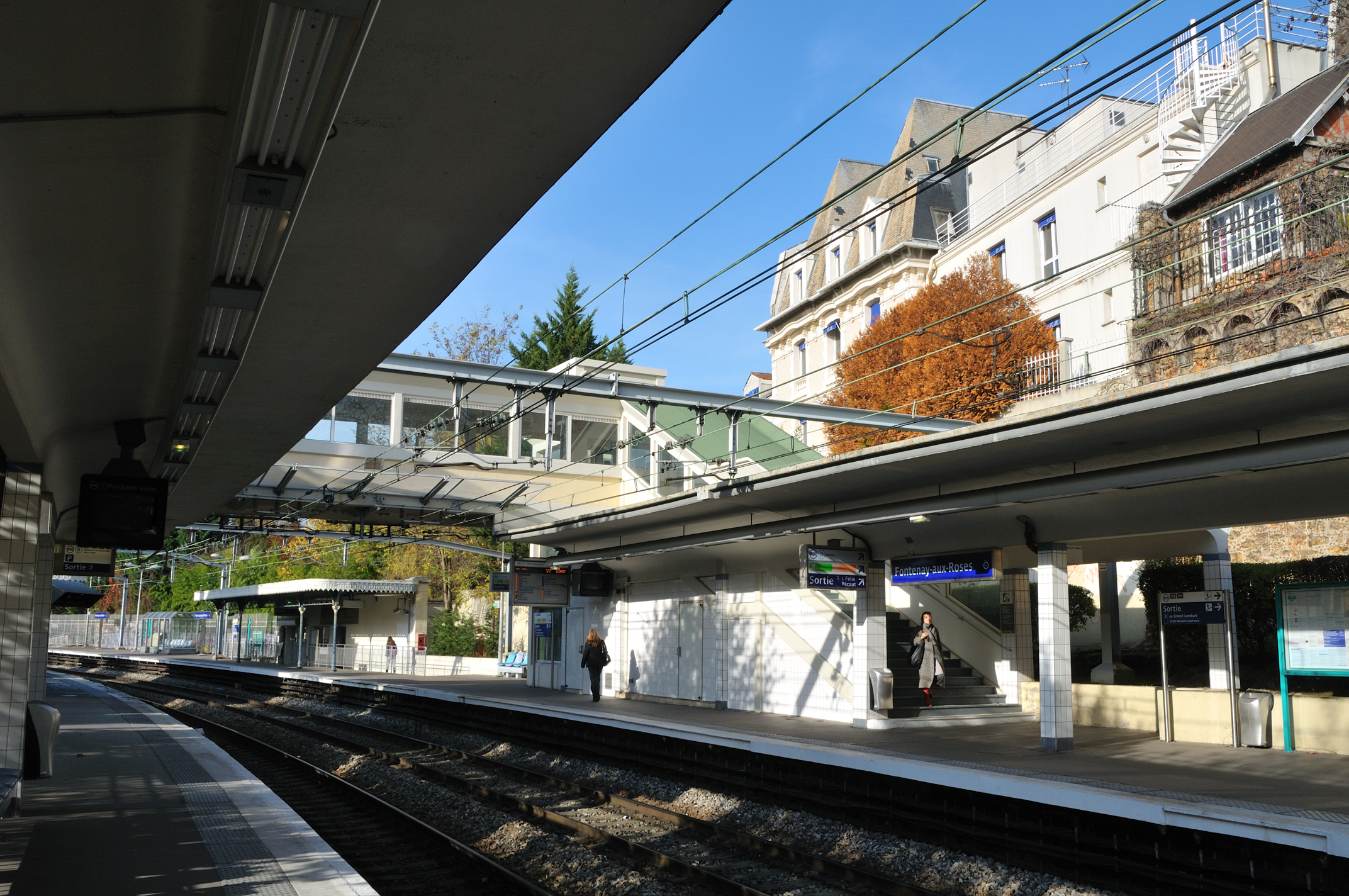
Vue de la gare RER de Fontenay-aux-Roses.

Fontenay-aux-Roses est reliée au réseau RER par l'intermédiaire de la station Fontenay-aux-Roses de la ligne B du RER, et, à 400 mètres au sud-est, par la station Robinson de cette même ligne B mais située à Sceaux.
Par le RER B, Fontenay-aux-Roses est proche des gares parisiennes. Le temps de trajet entre la gare de Fontenay-aux-Roses et la gare du Nord est estimé à 28 minutes (liaison directe par le RER). Par ailleurs, la gare de Lyon est à environ 34 minutes et la gare Saint-Lazare à environ 39 minutes de celle de la ville, correspondances comprises.
Fontenay-aux-Roses est également proche de la gare de Massy TGV que l'on atteint environ en 25 minutes par le RER B et ses correspondances. Cette gare a la particularité d'être à la fois une des gares nouvelles de l'Île-de-France desservie par les TGV Province-Province, et une des gares nouvelles d'une ligne radiale, la LGV Atlantique. C'est ainsi que certains trains desservent à la fois la gare de Paris-Montparnasse et cette gare. Il n'est donc plus utile d'aller à Paris pour prendre ces TGV.
La commune est traversée près de l'arrêt Division Leclerc par le T6 (Châtillon à Viroflay) en correspondance avec la ligne 13 du métro de Paris. Longue de quatorze kilomètres, la ligne T6 comporte vingt-et-une stations dont deux souterraines, réparties dans six villes des Hauts-de-Seine et des Yvelines. Son temps de parcours moyen est d'environ 40 minutes. Le budget de la création de la ligne s'élève à environ 384 millions d'euros (financé par l'État, la région Île-de-France, les conseils généraux des Hauts-de-Seine et des Yvelines, ainsi que la RATP). Quant à la maîtrise d'ouvrage elle est assurée par les deux conseils généraux et la RATP.

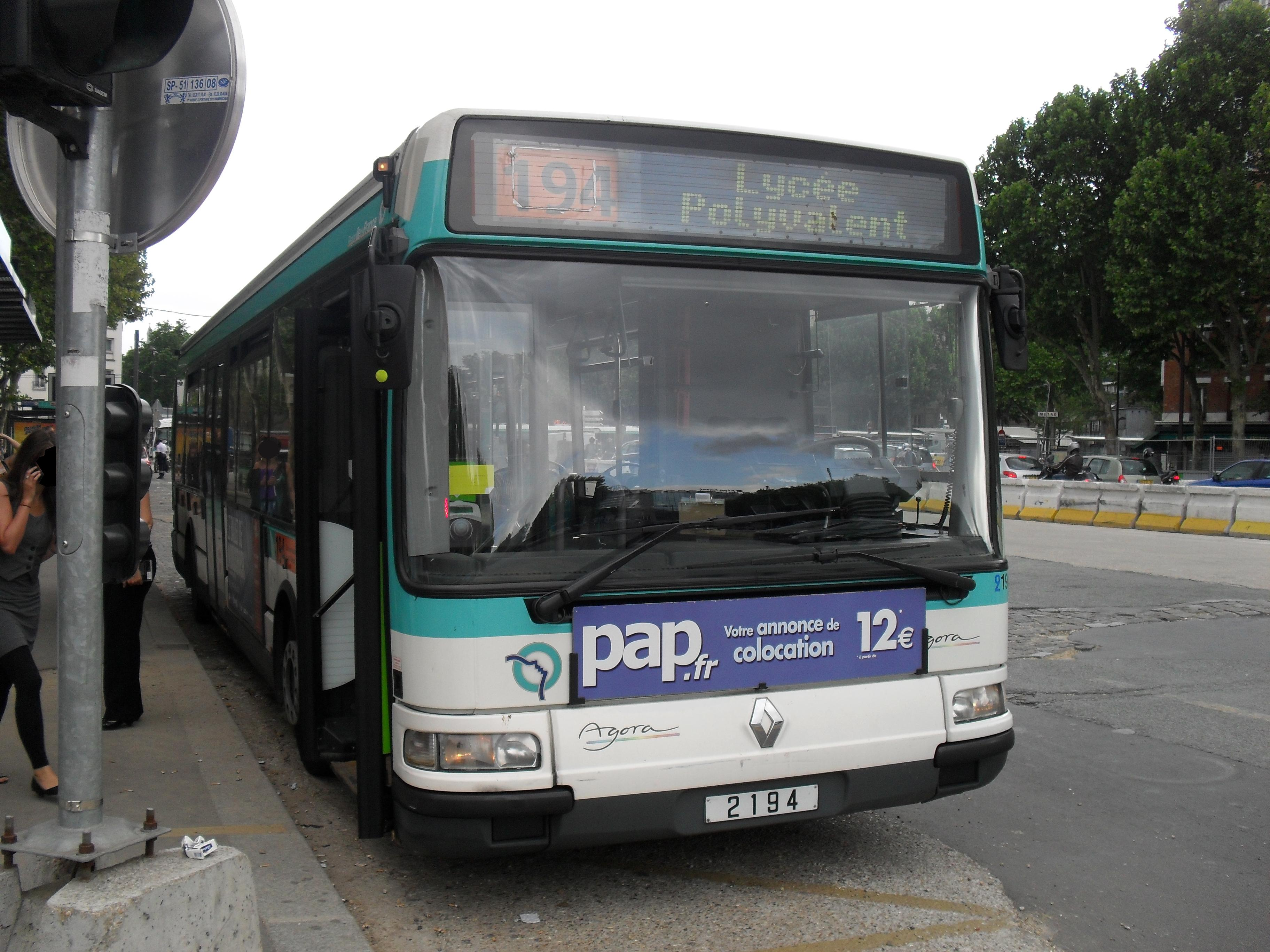
La ligne de bus no 194 à Paris.

Seize lignes de bus relient en 2021 Fontenay-aux-Roses à Paris et aux communes limitrophes, via les réseaux de bus de l'Île-de-France, :
- Neuf lignes du réseau RATP : 128, 162, 188, 194, 195, 294, 390, 394 et 395 ;
- Une ligne du réseau de bus Île-de-France Ouest : 475 ;
- Deux lignes du réseau Noctilien : N63 et N66 ;
- Trois lignes du réseau de bus Vallée Sud Bus : 6, 14, 16 et Le Petit Fontenaisien.

Fontenay-aux-Roses dispose d'un dépôt de bus RATP (Centre Bus Seine Rive-Gauche).
Deux bus locaux complètent la desserte.
Le petit fontenaisien mis en place à la demande de la ville par la communauté d’agglomération Sud-de-Seine. Son trajet concerne les quartiers mal desservis par les bus actuels.
« Le Mobi'Bus » destiné aux personnes de plus de 65 ans ou éprouvant des difficultés à se déplacer leur permet, par un simple appel durant toute l’année hors vacances scolaires, d'accomplir leurs démarches quotidiennes (administrations, rendez-vous médicaux, activités collectives, loisirs…) à Fontenay-aux-Roses et dans les communes limitrophes.
Fontenay-aux-Roses est située non loin de l'aéroport d'Orly. Depuis le 2 octobre 1991, on peut en un peu plus de quinze minutes le rejoindre par l'Orlyval, métro léger de type VAL à petit gabarit, à partir de la station Antony du RER B qu'on peut atteindre de Fontenay-aux-Roses par ce dernier. L'exploitation de cette ligne est assurée par la RATP ; elle a une tarification particulière qui ne l'inclut pas dans le régime forfaitaire du passe NAVIGO.
De plus, les aéroports de Roissy et du Bourget sont accessibles directement par la ligne B du RER (en environ 55 minutes).

## Toponymie
La première partie de son nom lui vient des nombreuses sources qui ruissellent sur son territoire, à flanc de coteau du plateau de Châtillon.
La deuxième partie de son nom s'explique par la faveur que connut la culture de cette fleur à partir du XVIIe siècle jusqu'au milieu du XIXe siècle. Le village eut en particulier le privilège exclusif de fournir en roses le Roi-Soleil. Cela explique en partie l'attrait que le bourg exerce sur les membres de la Société des Rosati de Paris, qui s'y réunirent chaque année de 1892 à 1992 et décernaient un titre de « Rosati d'honneur ».

## Histoire
En 1168, cette seigneurie appartenait à l'abbaye Sainte-Geneviève de Paris.
La commune ne fut longtemps qu'un hameau de Bagneux. Quand cet écart devint assez important pour avoir sa propre église à la fin du XIIIe siècle, il continua de s'appeler Fontenay-sous-Bagneux. Ce n'est qu'au milieu du XVIIe siècle que le village acquit une autonomie nominale et devint alors Fontenay-aux-Roses, mais longtemps, son histoire s'inséra dans celle du « village mère » et dans celle de Paris dont les liens et l'interdépendance avec la banlieue sont considérables[source insuffisante].
Au Moyen Âge le territoire de la commune est partagé par trois communautés ecclésiastiques :
- L'abbaye Sainte-Geneviève de Paris possède du XIe siècle à 1588 un fief dont les terres longent la commune de Bagneux.
- L'abbaye de Saint-Germain-des-Prés disposait du XIIe siècle à 1789 des terres limitrophes de Châtillon.
- Une dernière partie appartenait de 805 à 1789 au chapitre de la cathédrale Notre-Dame de Paris.

Du XIIe au XVIIIe siècle, les Hospitaliers disposaient des vignes de Fontenay, que le commandeur du prieuré hospitalier de Saint-Jean de Latran faisait cultiver. Celles-ci rapportaient, en 1190, 12 deniers et, en 1418, 10 livres et 8 sols.
En 1670, une partie de la seigneurie fut vendue au célèbre Colbert pour agrandir son domaine de Sceaux (plan de bornage du fief en 1675).
En 1701, elle passa au duc du Maine fils naturel de Louis XIV (plan de bornage du fief en 1724).
Il y avait aussi des fiefs secondaires[réf. nécessaire], dont celui des Devin, depuis 1715 (Jacques Devin, 1675-1762, bourgeois de Paris ; père de Jacques-René Devin, 1700-1778, secrétaire du roi ; père de Jacques-Julien Devin ; père de Jean-Jacques Devin). Jacques-Julien Devin de Fontenay (1734-1817), seigneur en partie de Fontenay, président à la Chambre des Comptes en 1768, acquéreur du domaine de Maligny en 1791, beau-père de Thérèse Cabarrus (Mme Tallien) par son fils Jean-Jacques Devin (1762-1817), y avait un domaine avec château, en partie repris dans l'ENS (depuis résidence universitaire Olympe-de-Gouges, entre la rue Boucicaut et l’avenue Lombart).

## Politique et administration

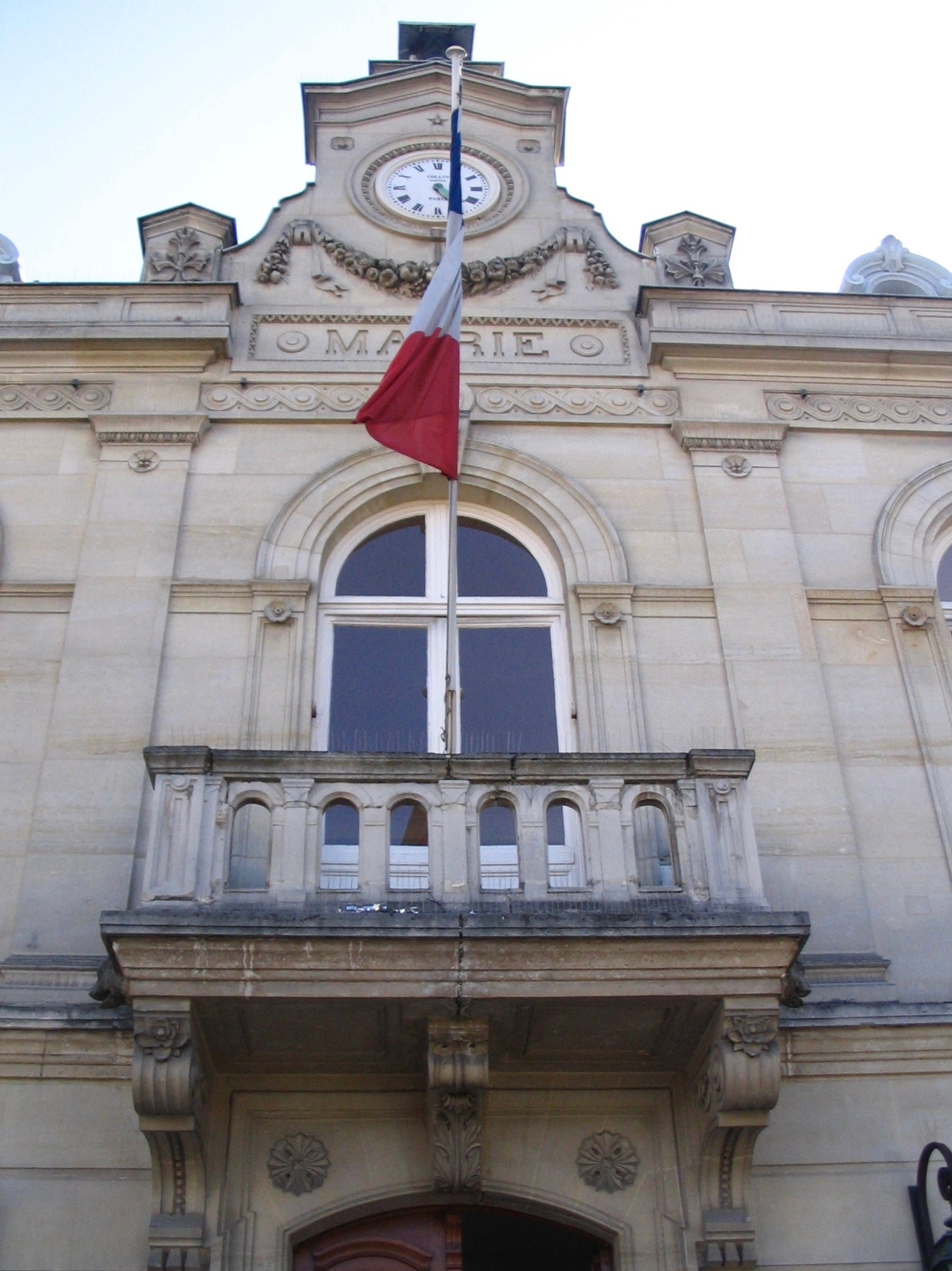
Vue de la façade de la mairie.

### Rattachements administratifs et électoraux
Jusqu’à la loi du 10 juillet 1964, la commune faisait partie du département de la Seine. Le redécoupage des anciens départements de la Seine et de Seine-et-Oise fait que la commune appartient désormais au département des Hauts-de-Seine à la suite d'un transfert administratif effectif le 1er janvier 1968.
La commune constituait historiquement le canton de Fontenay-aux-Roses. Dans le cadre du redécoupage cantonal de 2014 en France, la commune fait désormais partie du canton de Châtillon.
Fontenay-aux-Roses relève du tribunal d'instance d'Antony, du tribunal de grande instance, du tribunal pour enfants, du tribunal de commerce de Nanterre, du conseil de prud'hommes de Boulogne-Billancourt, de la cour d'appel de Versailles, du tribunal administratif de Cergy-Pontoise et de la cour administrative d'appel de Versailles.

### Intercommunalité
La commune était membre fondateur de la communauté d'agglomération Sud de Seine, créée en 2005.
Dans le cadre de la mise en œuvre de la volonté gouvernementale de favoriser le développement du centre de l'agglomération parisienne comme pôle mondial est créée, le 1er janvier 2016, la métropole du Grand Paris (MGP), à laquelle la commune a été intégrée.
La loi portant nouvelle organisation territoriale de la République du 7 août 2015 (Loi NOTRe) prévoit également la création le 1er janvier 2016 d'établissements publics territoriaux (EPT), qui regroupent l'ensemble des communes de la métropole à l'exception de Paris, et assurent des fonctions de proximité en matière de politique de la ville, d'équipements culturels, socioculturels, socio-éducatifs et sportifs, d'eau et assainissement, de gestion des déchets ménagers et d'action sociale, et exerçant également les compétences que les communes avaient transférées aux intercommunalités supprimées.
La commune fait donc partie depuis le 1er janvier 2016 de l'établissement public territorial Vallée Sud Grand Paris, créé par un décret du 11 décembre 2016.
L'EPT exerce, outre les compétences attribuées par la loi à cette catégorie d'établissement public de coopération intercommunale (EPCI), celles que les communes avaient transféré aux anciennes intercommunalités supprimées à l'occasion de sa création :
- Communauté de communes de Châtillon-Montrouge (Montrouge, Châtillon) ;
- Communauté d'agglomération des Hauts-de-Bièvre (Châtenay-Malabry, Antony, Bourg-la-Reine, Le Plessis-Robinson, Sceaux dans les Hauts-de-Seine – les deux communes essonniennes de Verrières-le-Buisson et Wissous ayant rattachées à la communauté d'agglomération Communauté Paris-Saclay) ;
- Communauté d'agglomération Sud de Seine (Fontenay-aux-Roses, Bagneux, Clamart, Malakoff).

### Tendances politiques et résultats électoraux
Lors du second tour des élections municipales de 2020 dans les Hauts-de-Seine, la liste UDI-MoDem-LREM-LR13-SL-MR-PA conduite par le maire sortant Laurent Vastel obtient la majorité absolue des suffrages exprimés, avec 3 090 voix (52,89 %, 27 conseillers municipaux élus dont 1 conseiller métropolitain), devançant la liste DVG menée par Gilles Mergy — qui bénéficiait de la fusion de la liste d'union de la gauche du premier tour menée par Pascal Buchet, maire battu en 2014  — qui a obtenu 2 252 voix (47,11 %, 8 conseillers municipaux élus), lors d'un scrutin marqué par la pandémie de Covid-19 en France où 60,61 % des électeurs se sont abstenus,,.
Le candidat battu Gilles Mergy a contesté les résultats de ce scrutin, estimant que la campagne électorale a été irrégulière, ainsi que le compte de campagne du gagnant. Le tribunal administratif de Cergy a rejeté ces griefs le 18 février 2021, confirmant les résultats de l'élection,.

### Administration municipale
Compte tenu de la population de la commune, son conseil municipal est composé de trente-cinq conseillers municipaux, dont le maire et ses adjoints.
Les séances du conseil municipal sont publiques et retransmises en différé sur le site internet de la ville, ainsi que sur sa chaine YouTube. Les ordres du jour sont également communiqués à l'avance sur le site de la ville.

### Liste des maires
| Période       | Période                       | Identité            | Étiquette     | Qualité |
| ------------- | ----------------------------- | ------------------- | ------------- | --- |
| août 1944     | novembre 1944                 | Georges Ferré       |               | Représentant de commerce |
| novembre 1944 | juillet 1946                  | Albert Montuire     | SFIO          | Boulanger |
| juillet 1946  | mars 1977                     | Maurice Dolivet (d) | SFIO puis PSD | Retraité des PTT Conseiller général de Châtillon (1970 → 1976)                                                                                             |
| mars 1977     | mars 1989                     | Jean Fournier       | UDF           | Agrégé de grammaire |
| mars 1989     | juin 1994,                    | Alain Moizan (d)    | RPR           | Directeur d'une agence de photographie Mandat écourté par la démission de 20 conseillers municipaux                                                        |
| juin 1994     | avril 2014,                   | Pascal Buchet (d)   | PS            | Néphrologue Conseiller général de Fontenay (1994 → 2015) Vice-président de la CA Sud de Seine (2005 → ) Élu à la suite d'une élection municipale partielle |
| avril 2014,   | En cours (au 18 février 2021) | Laurent Vastel (d)  | UDI           | Chirurgien Conseiller départemental de Châtillon (2015 →2021) Vice-président de l'EPT Vallée Sud Grand Paris (2016 →).                                     |

### Jumelages
Au 16 juin 2019, Fontenay-aux-Roses est jumelée avec :
- Wiesloch (Allemagne) depuis 1974[69]
- Borehamwood (Royaume-Uni) depuis 1982[69]
- Ząbkowice Śląskie (Pologne) depuis 2014[69]

| Wiesloch Elstree Ząbkowice Śląskie |

## Population et société

### Démographie

#### Évolution démographique
L'évolution du nombre d'habitants est connue à travers les recensements de la population effectués dans la commune depuis 1793. Pour les communes de plus de 10 000 habitants les recensements ont lieu chaque année à la suite d'une enquête par sondage auprès d'un échantillon d'adresses représentant 8 % de leurs logements, contrairement aux autres communes qui ont un recensement réel tous les cinq ans,.

En 2022, la commune comptait 24 586 habitants, en évolution de +1,94 % par rapport à 2016 (Hauts-de-Seine : +2,75 %, France hors Mayotte : +2,11 %).
| 1793 | 1800 | 1806 | 1821 | 1831  | 1836 | 1841  | 1846  | 1851  |
| ---- | ---- | ---- | ---- | ----- | ---- | ----- | ----- | ----- |
| 942  | 722  | 877  | 804  | 1 021 | 967  | 1 092 | 1 076 | 1 176 |

| 1856  | 1861  | 1866  | 1872  | 1876  | 1881  | 1886  | 1891  | 1896  |
| ----- | ----- | ----- | ----- | ----- | ----- | ----- | ----- | ----- |
| 1 669 | 2 157 | 2 386 | 2 362 | 2 924 | 2 849 | 2 935 | 2 652 | 3 343 |

| 1901  | 1906  | 1911  | 1921  | 1926  | 1931  | 1936  | 1946  | 1954  |
| ----- | ----- | ----- | ----- | ----- | ----- | ----- | ----- | ----- |
| 3 402 | 4 082 | 4 463 | 5 202 | 5 943 | 6 870 | 7 197 | 7 455 | 8 626 |

| 1962   | 1968   | 1975   | 1982   | 1990   | 1999   | 2006   | 2011   | 2016   |
| ------ | ------ | ------ | ------ | ------ | ------ | ------ | ------ | ------ |
| 20 237 | 23 355 | 25 596 | 23 915 | 23 322 | 23 537 | 23 964 | 23 288 | 24 117 |

| 2021   | 2022   | - | - | - | - | - | - | - |
| ------ | ------ | - | - | - | - | - | - | - |
| 24 772 | 24 586 | - | - | - | - | - | - | - |

#### Pyramide des âges
La population de la commune est relativement jeune. En 2018, le taux de personnes d'un âge inférieur à 30 ans s'élève à 39,4 %, soit au-dessus de la moyenne départementale (38,4 %). À l'inverse, le taux de personnes d'âge supérieur à 60 ans est de 21,5 % la même année, alors qu'il est de 20 % au niveau départemental.
En 2018, la commune comptait 11 579 hommes pour 13 763 femmes, soit un taux de 54,31 % de femmes, légèrement supérieur au taux départemental (52,41 %).
Les pyramides des âges de la commune et du département s'établissent comme suit.
| Hommes | Classe d’âge | Femmes |
| ------ | ------------ | ------ |
| 0,6    | 90 ou +      | 1,6    |
| 5,6    | 75-89 ans    | 7,5    |
| 13,4   | 60-74 ans    | 14,0   |
| 20,2   | 45-59 ans    | 19,5   |
| 19,4   | 30-44 ans    | 19,1   |
| 18,6   | 15-29 ans    | 18,9   |
| 22,2   | 0-14 ans     | 19,3   |

| Hommes | Classe d’âge | Femmes |
| ------ | ------------ | ------ |
| 0,6    | 90 ou +      | 1,6    |
| 5,2    | 75-89 ans    | 7,2    |
| 12,1   | 60-74 ans    | 13,5   |
| 19,3   | 45-59 ans    | 19,4   |
| 22,6   | 30-44 ans    | 21,9   |
| 20,2   | 15-29 ans    | 18,9   |
| 19,9   | 0-14 ans     | 17,4   |

### Enseignement

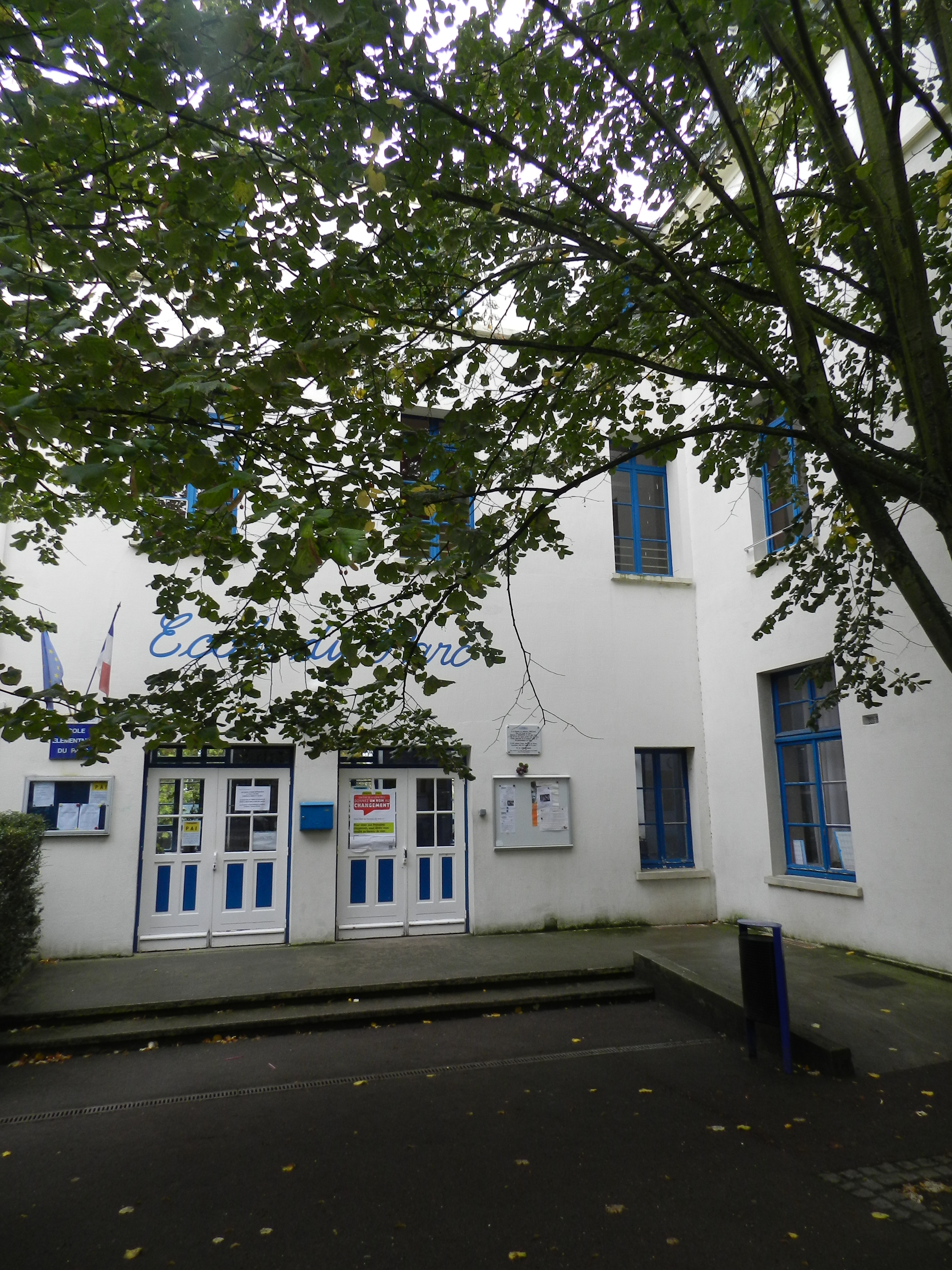
École du Parc.

Fontenay-aux-Roses est située dans l'académie de Versailles.

#### Établissements scolaires
La ville administre six écoles maternelles (la Roue, Scarron, Le Parc-Jean-Macé, les Ormeaux, les Renards, les Pervenches) et six écoles élémentaires communales (la Roue A, la Roue B, le Parc (école ancienne de plus de 150 ans, qui servit d’hôpital pendant la Seconde Guerre mondiale), les Ormeaux, les Renards et les Pervenches). Il existe également un établissement privé, Saint-Vincent-de-Paul au niveau maternelle et primaire, sans oublier le lycée privé professionnel Saint-François-d'Assise.
Le département gère le collège des Ormeaux et la région Île-de-France le lycée Saint-François-d'Assise.

#### Vie universitaire
- De 1881 à 2000 : École normale supérieure de Fontenay-aux-Roses puis de Fontenay - Saint-Cloud (1985).
- De 2002 à 2005 : « Pôle universitaire des Arts et de la Culture » de l'université Paris-1 Panthéon-Sorbonne (dans les anciens locaux de l'ENS, en remplacement du centre Saint-Charles à Paris, alors en travaux).
- Depuis 2010 : « Pôle d'enseignement et de recherche sur la santé et l'environnement » de l'université Paris-Sud, toujours dans les anciens locaux de l'ENS, qui, rénovés en 2013, servent également de résidence universitaire.

Une École normale supérieure, fondée par Félix Pécaut en 1880, y a longtemps formé des jeunes filles (chantées par Maxime Le Forestier), avant de devenir mixte en 1981. Devenue spécialisée dans les lettres et les humanités en 1985 sous le nom d'École normale supérieure de Fontenay-Saint-Cloud, elle est finalement délocalisée à Lyon en 2000 pour constituer l'ÉNS Lettres et Sciences humaines. Les locaux ont accueilli de 2002 à 2005 l'UFR d'arts plastiques de l'université Paris-1 Panthéon-Sorbonne.

### Manifestations culturelles et festivités
- Février : Forum des métiers (depuis 2004)
- Juin :
  - Carnaval de la ville,
  - Fête de la ville,
  - Fête du quartier des Blagis,
  - Fête de la musique.
- Septembre :
  - Forum des Associations.
- Octobre : brocante (depuis 1994).

### Santé
À Fontenay-aux-Roses, se trouvent :
- le centre municipal de santé (CMS) qui propose des consultations de médecine générale et spécialisée et des consultations dentaires[75] ;
- une clinique de soins de suite[76] ;
- un centre médical et social spécialisé dans la maladie d'Alzheimer[77] ;
- une clinique psychiatrique[78].

### Sports
Composée de 23 sections, l'Association sportive fontenaisienne (ASF) permet la pratique de 24 sports. Elle compte 4 000 adhérents.
Le club de boxe Attitude Boxe, situé dans le gymnase des Pervenches, dispense des cours boxe anglaise avec des catégories masculine, féminine et handisport.
La municipalité administre une piscine (bassin de vingt-cinq mètres, sauna, hammam, solarium extérieur, espace de musculation) et un club de tennis.

### Médias
Ce moyen d'information, issu de la culture orale (prédominante jusqu'au XVIIIe siècle) est progressivement concurrencé au siècle suivant par les effets de la démocratisation de l'instruction. Conséquence : l'écrit s'impose dans la seconde partie du siècle comme l'autre moyen d'informer le citoyen fontenaisien. Lors de la création d'un marché aux arbustes en 1862, le conseil municipal prend aussi soin de faire passer des avis dans les journaux locaux et de placarder des affiches dans le village. Le rôle du tambour-afficheur s'étend aussi aux élections à partir des années 1870 (c'est lui qui colle les affiches annonçant les candidats) puis, à partir de 1908, à la publicité des séances du conseil municipal. Parallèlement, deux dispositifs législatifs encadrent son action : la loi de juillet 1881 qui réglemente l'affichage administratif et la loi de mars 1914 qui crée des panneaux électoraux réservés aux candidats.
Cette publication, centrée sur la présentation du budget, n'a pourtant pas de suite avant 1959 et l'impression d'un véritable bulletin périodique. Le premier numéro, composé de huit pages, ne comporte qu'une photographie. Il présente les principales réalisations de la municipalité et donne des renseignements utiles (tour des gardes des médecins, adresses des services publics…). Les photos et les pages se multiplient de 1964, la couverture adopte la couleur en 1976 et l'ensemble devient mensuel en 1984.
Diffusé aujourd'hui à environ 14 000 exemplaires
, le Fontenay Magazine a, depuis le début des années 2000, un complément avec le site Internet de la ville.
Depuis avril 2012, un collectif de citoyens a lancé un journal local en ligne intitulé « Les nouvelles de Fontenay-aux-Roses » et ouvert à tous les habitants,.

### Cultes
Les Fontenaisiens disposent de lieux de culte catholique, israélite, et musulman.

#### Culte catholique

Vue globale de la chapelle Sainte-Rita.

Vue latérale de la chapelle Sainte-Rita.

Depuis janvier 2010, la commune de Fontenay-aux-Roses fait partie du doyenné de la Pointe Sud, l'un des neuf doyennés du diocèse de Nanterre.
Au sein de ce doyenné, le territoire de Fontenay-aux-Roses relève de trois paroisses différentes :
- paroisse Saint-Pierre-Saint-Paul (entièrement incluse dans Fontenay-aux-Roses, c'est la paroisse de centre-ville)[88] : l'église Saint-Pierre-Saint-Paul et la chapelle Sainte-Rita[89],[90] ;
- paroisse Saint-Stanislas des Blagis (couvrant l'est de Fontenay-aux-Roses et une partie de Bagneux) : l'église Saint-Stanislas des Blagis, sur le territoire de Fontenay-aux-Roses ;
- paroisse Sainte-Bathilde (couvrant le sud de Fontenay-aux-Roses et des parties de Châtenay-Malabry, de Sceaux, et du Plessis-Robinson) : l'église Sainte-Bathilde, située sur le territoire de Châtenay-Malabry.

#### Culte israélite
Le centre Moïse Méniane est une synagogue.

#### Culte musulman
La ville compte une mosquée prenant la forme d'une salle de prière, située rue Paul-Verlaine, et gérée par l'Association des musulmans de Fontenay-aux-Roses. Celle-ci a été fermée en octobre 2017 par la préfecture dans un contexte d'état d'urgence dans le pays pour cause de provocations et d'apologie du terrorisme, avant de rouvrir un mois plus tard à la suite d'un réexamen des critères sur les fermetures de lieux de cultes. Le lieu accueillerait en 2017 environ 400 fidèles chaque semaine.

## Économie

### Revenus de la population et fiscalité
En 2010, le revenu fiscal médian par ménage était de 37 121 €, ce qui plaçait Fontenay-aux-Roses au 4 431e rang parmi les 31 525 communes de plus de 39 ménages en métropole. En 2011, il était de 38 107 €, ce qui plaçait Fontenay-aux-Roses au 4 525e rang parmi les 31 886 communes de plus de 39 ménages en métropole.
En 2011, on dénombrait 240 ménages fontenaisiens redevables de l'impôt sur la fortune ; le montant moyen de l'impôt sur la fortune à Fontenay-aux-Roses était de 6 546 €/an contre 10 616 €/an au niveau de la moyenne nationale ; et le patrimoine moyen des redevables fontenaisiens de l'ISF était de 1 977 335 €.

### Emploi
La commune de Fontenay-aux-Roses fait partie de la zone d’emploi de Boulogne-Billancourt. Fontenay-aux-Roses connait un taux de chômage de 7,5 % selon le recensement de 1999 contre une moyenne nationale de 12,9 %. Et offre de nombreux emplois grâce à la Maison de l’économie et de l’emploi qui propose, dans un seul lieu, toutes les informations et les services liés à l’insertion professionnelle et à l’emploi ainsi que les outils nécessaires. Elle héberge différents services en fonction du public.
Structure des emplois à Fontenay-aux-Roses, selon le recensement de 2010
|                             | Agriculteurs | Artisans, commerçants, chefs d'entreprise | Cadres, professions intellectuelles | Professions intermédiaires | Employés | Ouvriers |
| --------------------------- | ------------ | ----------------------------------------- | ----------------------------------- | -------------------------- | -------- | -------- |
| Fontenay-aux-Roses          | 0 %          | 3 %                                       | 33 %                                | 27,1 %                     | 26 %     | 10 %     |
| Moyenne des villes          | 6,8 %        | 7,2 %                                     | 9,2 %                               | 21,8 %                     | 26,8 %   | 27,6 %   |
| Sources des données : INSEE |              |                                           |                                     |                            |          |          |

### Entreprises et commerces
Le nombre total d'établissements est d'environ 667 (en décembre 2004). Ce qui place Fontenay-aux-Roses au 676e rang national. Les établissements de l'industrie agricole et alimentaire représentent 1,5 % du nombre total d'entreprises avec un nombre de dix établissements, les industries des biens de consommation représentent 2,2 % avec quinze établissements, les industries automobiles ne comptent aucune entreprise, les industries des biens d'équipement représentent une part de 1 % avec sept entreprises. L'industrie des biens intermédiaires comporte quatre entreprises soit 0,6 %, l'énergie s'élève à 0,9 % avec six entreprises, la construction avec ses cinquante entreprises représente 7,5 %, le commerce représente pas moins de 21 % du nombre total d'entreprises avec cent quarante établissements, le transport comprend dix-neuf établissements soit 2,8 %. Les activités immobilières totalisent quatorze entreprises soit 2,1 %, les services aux entreprises représentent 27,9 % avec cent quatre-vingt-six établissements, les services aux particuliers comprennent quatre-vingt-huit entreprises soit 13,2 % et enfin pour ce qui touche au dernier type d'établissement à savoir l'éducation, la santé et l'action sociale on dénombre cent vingt-huit entreprises soit 19,2 % du nombre d'établissements total. La disparition progressive des commerces de bouche au profit de commerces et d'activités de service (optique, agences immobilières) est une question périodiquement soulevée.[réf. nécessaire]
Un établissement du Commissariat à l'énergie atomique s'est installé dans l'ancien fort de Châtillon, où fut notamment activée la pile Zoé, premier réacteur nucléaire français. Le CEA de Fontenay-aux-Roses s'oriente aujourd'hui vers les sciences du vivant, en remplacement de la recherche nucléaire, afin de limiter les risques d'une telle activité en pleine agglomération.
Près du CEA se trouve le siège du LCIE Bureau Veritas (filiale du Bureau Veritas), qui délivre des certificats de conformités sur les appareils électriques.

## Culture locale et patrimoine

### Lieux et monuments
La commune comprend de nombreux monuments répertoriés à l'inventaire général du patrimoine culturel de la France.

#### Monuments

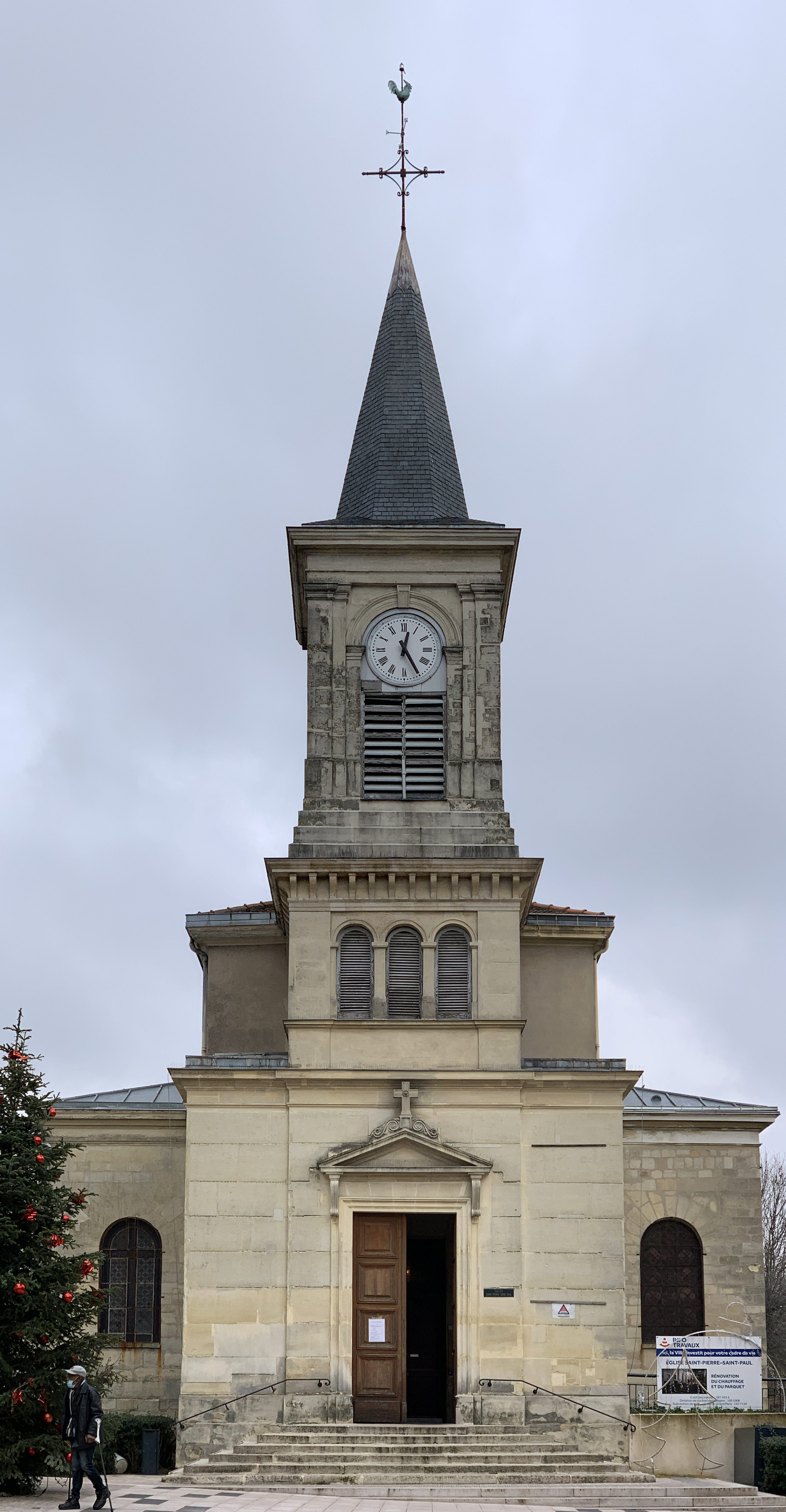
Église Saint-Pierre-Saint-Paul.

##### Église Saint-Stanislas des Blagis
L'église Saint-Stanislas des Blagis a été construite entre 1934 et 1936 par l'architecte Georges Braive et l'ingénieur Jean Braive.
Elle fait partie du programme de construction d'églises nouvelles de l'Œuvre des Chantiers du Cardinal et a été consacrée en 1936. L'histoire de cette église est narrée à travers une plaque commémorative à l'entrée du lieu de culte. Par ailleurs, les vitraux de cette église sont entièrement réalisés en verres spéciaux de Saint-Gobain.

##### Église Saint-Pierre-Saint-Paul
D'après des vestiges, il semblerait que le premier lieu de culte de Fontenay-aux-Roses soit une chapelle datant du XIIIe siècle dédiée à saint Pierre construite sur une église primitive du Xe siècle. Sur ses décombres, l'église, reconstruite en 1550, perdure en mauvais état jusque sous le règne de Louis-Philippe Ier. On y trouve l'ancienne maison de Paul Scarron. En 1796, l'état de ruine de l'édifice nécessitera sa démolition.
Sa reconstruction, validée par le conseil municipal fontenaisien, est confiée en 1832 à l'architecte Auguste Molinos. Des travaux d'amélioration sont alors effectués entre 1835 et 1836, sur décision de l'architecte Visconti, en raison de défauts de construction et des mauvais matériaux utilisés lors du premier chantier. Des dégradations dues aux pierres friables rendent nécessaire la rénovation du clocher qui est prise en charge en 1968 par la municipalité.

##### Collège Sainte-Barbe-des-Champs

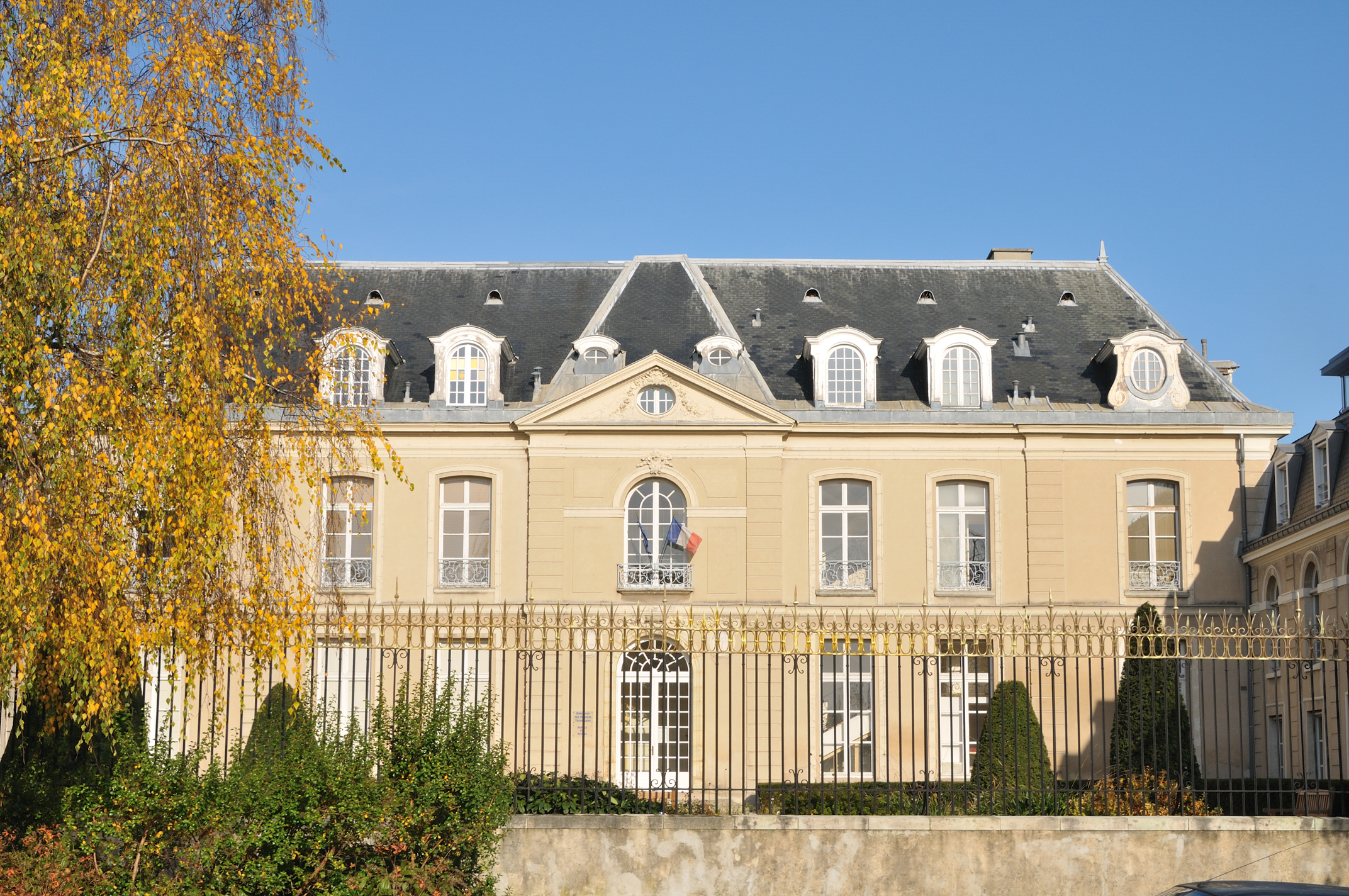
Collège Sainte-Barbe-des-Champs.

Ce château a été construit dans la première moitié du XVIIIe siècle à l'emplacement d'une ancienne maison seigneuriale vouée à sainte Geneviève. Il abrita durant les années 1820-1840, l'Institution Morin, dont une antenne parisienne existait rue Louis-le-Grand ; fondée par Prosper-Henri Morin, elle fut dirigée par Guillaume Belèze.
Cet édifice est acheté en 1851 par le collège Sainte-Barbe de Paris qui réaménage l'édifice en 1852, et ce, par l'architecte Henri Labrouste. L'aile donnant sur le jardin, et l'aile ouest ont été construites entre 1854 et 1862. Le collège Sainte-Barbe quitte la commune en 1899. Le château est alors racheté par le séminaire Notre-Dame-des-Champs de Paris, ce dernier fera reconstruire l'ancienne chapelle de 1862. Les bâtiments sont d'abord saisis, puis attribués à la commune de Fontenay-aux-Roses (en 1907) à la suite de la séparation de l'Église et de l'État de 1905. Par la suite, des logements sont aménagés en 1927 par l'architecte Georges Boiret. En 1937, une garderie est installée au rez-de-chaussée puis une école est installée dans l'aile donnant sur le jardin. La chapelle est démolie en 1974, puis en 1990 les anciens bâtiments de la cour sont démolis à leur tour. Depuis 2005, une médiathèque a été aménagée dans l'aile est, et le jardin est accessible au public.
Valery Larbaud est pensionnaire du collège Sainte-Barbe-des-Champs de 1891 à 1895. Il s'en inspire pour le collège Saint-Augustin, cadre de son roman Fermina Márquez.

##### Autres monuments

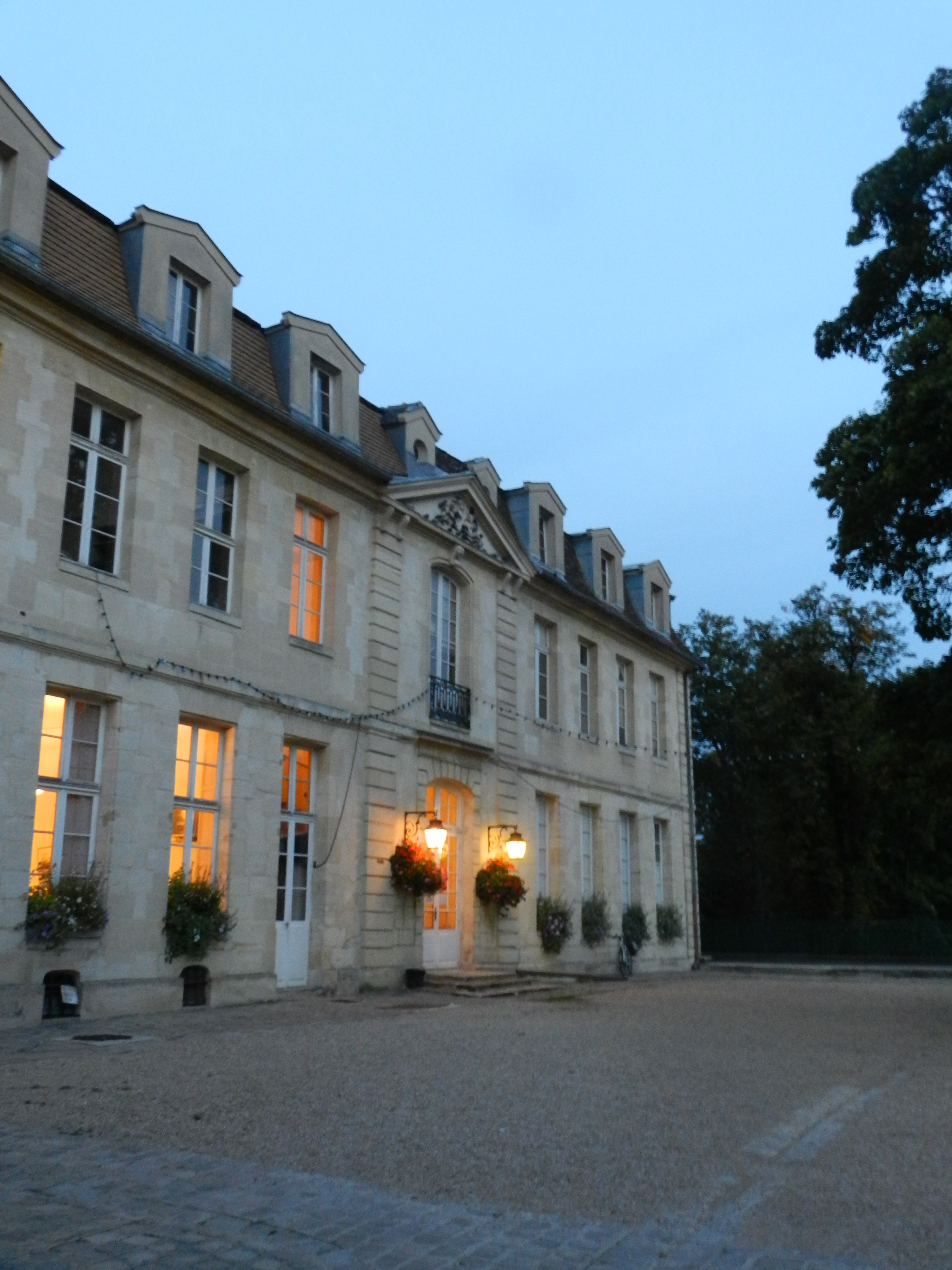
Le château Laboissière.

- Château Laboissière, du nom d'un de ses anciens propriétaires du XIXe siècle, Charles Pillault Laboissière. Édifié à la fin du XVIIe siècle pour Denis Thierry, éditeur des Fables de La Fontaine, le château est racheté en 1720 par Pierre Saintard, directeur de la Compagnie des Indes ; revendu en 1747, il passera entre plusieurs mains. Propriété des établissements Citroën en 1955, le château est actuellement propriété de la commune et, après travaux, abrite le Conservatoire à rayonnement intercommunal de musique et de danse, Maison de la musique et de la danse.
- Le cimetière de Fontenay-aux-Roses, ouvert en 1850, abrite de nombreuses sépultures intéressantes, dont celles de l'écrivain russe André Siniavski, ou de l'acteur Bernard-Pierre Donnadieu…
- Centre maternel Ledru-Rollin
- Maison de Paul Léautaud
- Maison de M. Donard par l'architecte décorateur : Louis Süe (1875-1968), en 1922
- La statue Le Printemps
- Le portail de la maison Suard
- Maison de René Letourneur, sculpteur, prix de Rome en 1926, rue Gambetta, réalisée entre 1934 et 1957 par André Leconte.
- La statue « Éléphant-Roses »“ de Thierry Benenati à la Roseraie

#### Espaces verts
- Le parc Sainte-Barbe (18 000 m2).
- La Coulée verte (10 hectares).
- Le square Pompidou.
- Le site du Panorama (16 800 m2).
- Les coteaux boisés du Panorama (6 000 m2).
- Le square Elstree-Borehamwood (2 527 m2)
- Le square de Wiesloch (1 800 m2).
- Le square des Anciens-Combattants.
- Le square des Potiers.
- Le square Philippe-Kah.

### Patrimoine culturel

La Médiathèque.

- Un théâtre : Le Théâtre des Sources[110].
- Un cinéma : « Le Scarron »[111].
- Une médiathèque[112].
- Une école municipale de musique et de danse agréée par l'État (EMDA)[113].
- Un espace socio-culturel d’animation et de loisirs éducatifs (Escale), rebaptisée la« maison de quartier des Paradis » en décembre 2009[114].
- Un centre culturel de jeunesse et de loisirs (C.C.J.L)[115].
- Un centre de loisirs : Pierre-Bonnard[116].
- Une ludothèque : Le Manège aux Jouets[117].

### Fontenay-aux-Roses au cinéma
- 1964 : Le Bonheur d'Agnès Varda (tournage de septembre à octobre 1964).
- 1982 : Après tout ce qu'on a fait pour toi de Jacques Fansten.
- 1989 : Comédie d'amour de Jean-Pierre Rawson.
- 2001 : Joséphine, ange gardien - Saison 5 - Épisode 1 de Laurent Dussaux.
- 2010 : La Permission de minuit de Delphine Gleize.
- 2017 : Juste un regard de Harlan Coben, avec Virginie Ledoyen et Julie Gayet.
- 2018 : Le Flic de Belleville de Rachid Bouchareb, avec Omar Sy.
- 2020 : Le Lion de Ludovic Colbeau-Justin, avec Dany Boon et Philippe Katerine.

### Fontenay-aux-Roses dans la littérature
- 1884 : À rebours, de Joris-Karl Huysmans

### Fontenay-aux-Roses dans la chanson
- 1972 : artiste Maxime Le Forestier, album Mon frère, titre Fontenay aux Roses

### Personnalités liées à la commune

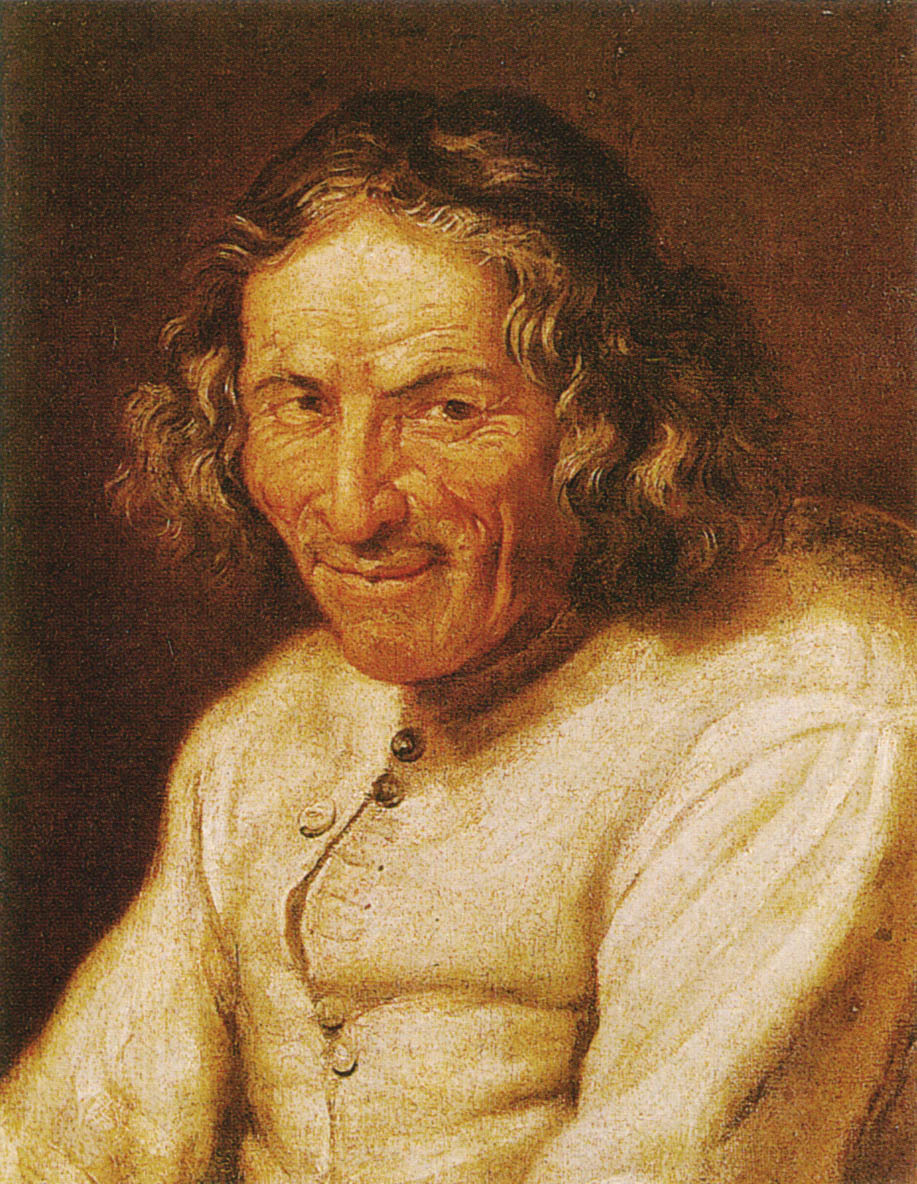
Paul Scarron, a vécu à Fontenay-aux-Roses.

De nombreuses personnalités ont eu un attachement particulier à la ville, notamment :
- Paul Scarron (1610-1660) – Écrivain, a vécu à Fontenay-aux-Roses.
- Madame de Maintenon (1635-1719) – Vivait avec son époux Paul Scarron dans une propriété de la commune.
- Thérésa Cabarrus (1773-1835) – Dite « Madame Tallien » dont la résidence est devenue l'École normale supérieure de Fontenay-aux-Roses.
- Alexandre Ledru-Rollin (1807-1874) – Décédé à Fontenay-aux-Roses, avocat, homme politique, député et ministre.
- Aristide Boucicaut (1810-1877) – Fondateur du Bon Marché et bienfaiteur de la commune dans laquelle il a longtemps vécu.
- Florestine de Monaco (1833-1897) – Née à Fontenay-aux-Roses, princesse monégasque.
- Joris-Karl Huysmans (1848-1907) – Écrivain, a vécu à Fontenay-aux-Roses.
- Rudolf Ernst (1854-1932) – Décédé à Fontenay-aux-Roses, peintre orientaliste de l'académie de Vienne puis de Paris.
- Pierre Gauthiez (1862- ?) - Écrivain, critique d'art, né à Fontenay-aux-Roses.
- Edmond Defonte (1862-1948) - Peintre, mort à Fontenay-aux-Roses.
- Édouard Chavannes (1865-1918) – Sinologue, professeur au Collège de France, a vécu dans cette ville[118].
- Pierre Bonnard (1867-1947) – Né à Fontenay-aux-Roses, peintre.
- Julien Benda (1867-1956) – Décédé à Fontenay-aux-Roses, critique, philosophe et écrivain.
- André Cahard (1868-1944) - Peintre, vécut et mourut à Fontenay-aux-Roses.
- Paul Langevin (1872-1946) – Physicien, habitait à Fontenay-aux-Roses avec sa femme, Jeanne Desfosses, et leurs quatre enfants.
- Paul Léautaud (1872-1956) – Écrivain, a vécu à Fontenay-aux-Roses.
- Fernand Léger (1881-1955) – Peintre, a occupé après la Grande Guerre une maison rue Boris Vildé (ancien chemin du Plessis-Piquet).
- Alexandra Exter (1882-1949) – Décédée à Fontenay-aux-Roses, peintre.
- Yvonne Diéterle (1882-1974) – A vécu plus de 50 ans à Fontenay-aux-Roses et y est décédée, sculptrice et peintre.
- Maurice Toussaint (1882-1974) – Né à Fontenay-aux Roses, illustrateur et spécialiste d'uniformologie.
- Jean Lébédeff (1884-1972) – Graveur sur bois et peintre libertaire français.
- Raymond Valabrègue (1899-1966), député de la Drôme, décédé à Fontenay-aux-Roses.
- Jean-Pierre Feydeau (1903-1970) – Mort à Fontenay-aux-Roses, réalisateur et scénariste, fils de George Feydeau et petit fils de Carolus-Duran.
- Hélène Langevin (1909-1995) – Née à Fontenay-aux-Roses, femme politique, députée.
- Stéphane Hessel (1917-2013) – Diplomate et militant politique, a vécu à Fontenay-aux-Roses.
- Shozo Awazu (1923-2016) – Judoka, 9e dan, un des fondateurs du Judo en France, a vécu à Fontenay-aux-Roses.
- Andreï Siniavski (André Siniavsky) (1925-1997) – Mort à Fontenay-aux-Roses où il a vécu à partir des années 1970, écrivain russe, professeur de littérature et de civilisation russes, ancien dissident et survivant du goulag.
- Gérard Avran (1927-2014) – a vécu à Fontenay-aux-Roses, déporté à Auschwitz, survivant et témoin de la Shoah, un des plus jeunes rescapés des camps d'extermination nazis.
- Paule Emanuele (1927) – Née à Fontenay-aux-Roses, comédienne.
- Yves Klein (1928-1962) – Plasticien, a vécu à Fontenay-aux-Roses (une plaque lui est consacrée 5, rue Gentil-Bernard en face de la chapelle Sainte-Rita depuis 2012).
- Jean-Paul Escande (1939) – Professeur de médecine, a exercé à Fontenay-aux-Roses.
- Véronique Pestel (1960) – Née à Fontenay-aux-Roses, chanteuse, autrice-compositrice-interprète française.
- Isabelle Giordano (1963) – Née à Fontenay-aux-Roses, journaliste.
- Vincent Dubois (1964) – Né à Fontenay-aux-Roses, humoriste et membre du duo comique Les Bodin's.
- Jean-Marc Laurent (1965) – Homme de média, présentateur radio et journaliste vivant à Fontenay-aux-Roses.
- Dieudonné M'bala M'bala (1966) – Né à Fontenay-aux-Roses.
- Laurent Aïello (1969) – Né à Fontenay-aux-Roses, pilote automobile.
- Richard Marazano (1971) – Né et vivant à Fontenay-aux-Roses, scénariste et dessinateur.
- Nicolas Nadau (1975) – Né à Fontenay-aux-Roses, rugbyman puis entraîneur professionnel qui évoluait au poste d'arrière.
- Loup-Denis Elion (1979) – Né à Fontenay-aux-Roses, acteur et chanteur d'opéra.
- Ian Brossat (1980) – Né à Fontenay-aux-Roses, homme politique, conseiller de Paris.
- Émilie Mazoyer (1980) – Née à Fontenay-aux-Roses, animatrice de radio et de télévision.
- Swann Arlaud (1981) – Né à Fontenay-aux-Roses, acteur français ayant reçu un césar pour le film Petit Paysan en 2018.
- Aatif Chahechouhe (1986) – Franco-Marocain né à Fontenay-aux-Roses, footballeur international marocain évoluant au poste de milieu offensif.
- Adrien Moerman (1988) – Né à Fontenay-aux-Roses, joueur français de basket-ball.
- Moussa Sao (1989) – Né à Fontenay-aux-Roses, footballeur professionnel évoluant au poste d’attaquant.
- Adama Soumaoro (1992) – Né à Fontenay-aux-Roses, footballeur professionnel évoluant au poste de défenseur central.

### Héraldique
| Blason de Fontenay-aux-Roses | Blason  | D'azur à la fontaine d'or jaillissante d'argent, posée sur une terrasse du même, au chef d'or chargé de trois roses de gueules boutonnées d'argent. DeviseDe leur création en septembre 1942 jusque dans les années 1960, les armes étaient accompagnées d'une devise : Olim notissima rosis, nunc valet ipsa, celle-ci signifie « Autrefois très connue pour ses roses, maintenant elle vaut pour elle-même ». |
| Blason de Fontenay-aux-Roses | Détails | Le statut officiel du blason reste à déterminer. |

## Accessibilité
La ville de Fontenay-aux-Roses est desservie par le RER B à la gare de Fontenay-aux-Roses. Elle est aussi desservie par les bus 128,162,194,195,294,391,394,395. Enfin, la commune est également desservie à son extrémité ouest par la Ligne 6 du tramway d'Île-de-France à la station "division Leclerc".

## Pour approfondir